# Elaphria editha
Elaphria editha är en fjärilsart som beskrevs av William Schaus 1898. Elaphria editha ingår i släktet Elaphria och familjen nattflyn. Inga underarter finns listade i Catalogue of Life.